# Bandera de Bahía (Brasil)
La bandera del estado da Bahía es el pabellón oficial del estado brasileño de Bahía, uno de los símbolos para representar esta unidad de la Federación.
Los colores de la bandera no poseen ningún significado . Fue creado por el médico de Bahía, el Dr. Ramos Diocleciano que en una reunión del Partido Republicano, propuso este símbolo como representativo de dicha alianza política el 25 de mayo de 1889. Su uso, sin embargo, fue consagrado por la Orden Ejecutiva del Gobernador Juracy Magallanes el 11 de junio de 1960 (Decreto N° 17628).

## Otras banderas
A lo largo de su historia, Bahía y algunos lugares determinados del estado han adoptado diversas enseñas principalmente por movimientos independentistas.

Bandera de la Conjura de 1798.
Bandera adoptada por la Federación de Guanais.
Bandera de la República Bahiense, adoptada durante la Sabinada.
Bandera no oficial de la provincia de Bahía (antes de 6 de mayo de 1889).
Diseño alternativo de la bandeira bahiana, usado pela Provincia de Bahía y durante la República Velha (1889-1930).